# Boudin (cuisine)
Pour les articles homonymes, voir Boudin.
Le boudin est une préparation de charcuterie mise dans des boyaux,. Il se consomme froid ou chaud.

## Historique

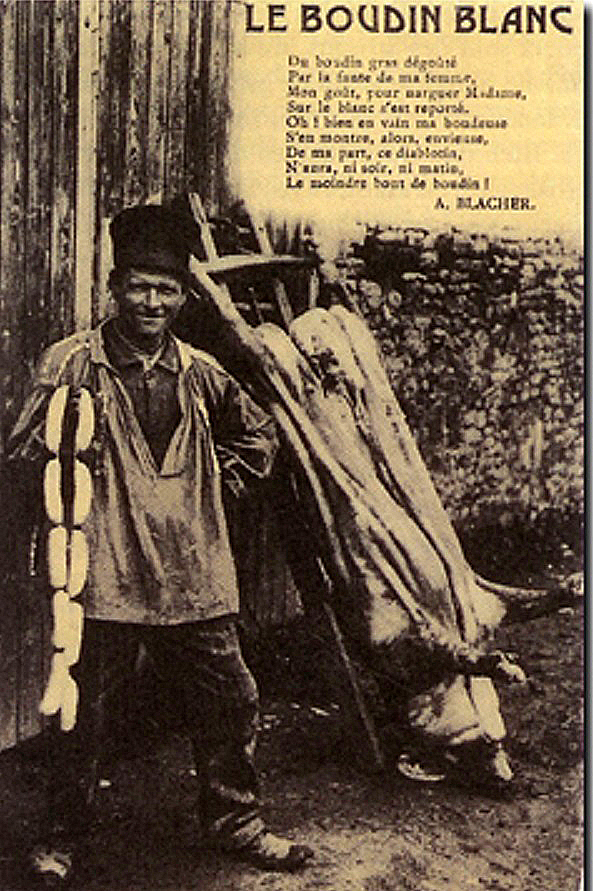
À la gloire du boudin blanc.

La tradition veut que le boudin noir ait été inventé par un cuisinier de la Grèce antique dénommé Aphtonite, ce qui en fait l'une des plus anciennes charcuteries. Il possède des références antiques comme dans l’Odyssée d'Homère. Le De re coquinaria d’Apicius du IVe siècle est le premier à transmettre sa recette. Au Moyen Âge, il était considéré comme un plat « canaille » (populaire, de bistrot) qui ne se dégustait que dans les tavernes.
L'histoire du boudin blanc est plus récente puisqu'il n'apparaît sous sa forme actuelle qu'au XVIIe siècle. Il semble pourtant remonter au Moyen Âge où l'on avait l'habitude de manger avant le repas de Noël une bouillie faite de lait, de mie de pain, de graisse, de fécule, et parfois de morceaux de jambon ou de volaille bouillis. Mais ce n'est qu'au siècle des Lumières qu'un cuisinier resté anonyme eut l'idée de servir cette préparation en la rendant plus consistante, dans du boyau de porc afin qu'elle soit digne d'être servie à des tables nobles lors du repas de Noël,. C'est la baronne Staffe, dans son ouvrage La Maîtresse de maison, paru en 1892, qui révèle ce fait.

## Préparation du boudin noir
Lors de la tuade du cochon, le sang était toujours récupéré pour faire du boudin noir. On y mélangeait le 1/10 du volume en vinaigre et on le brassait régulièrement à la cuillère de bois afin qu'il ne fige pas. Il était ensuite mélangé avec divers ingrédients pouvant constituer une farce. Avec celle-ci, on remplissait des boyaux avec un entonnoir. Ces boudins étaient ensuite rapidement cuits dans de l'eau bouillante.

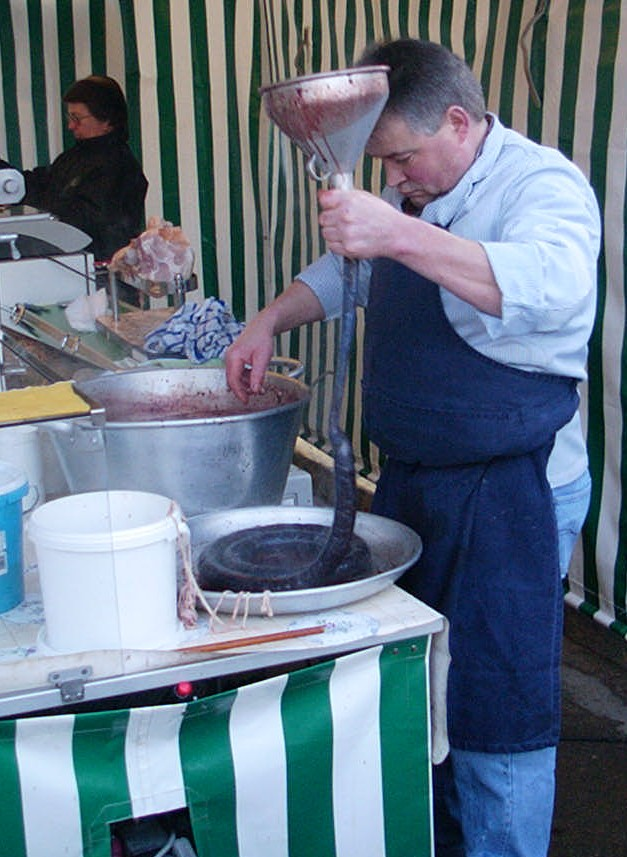
Mise du boudin noir en boyau.
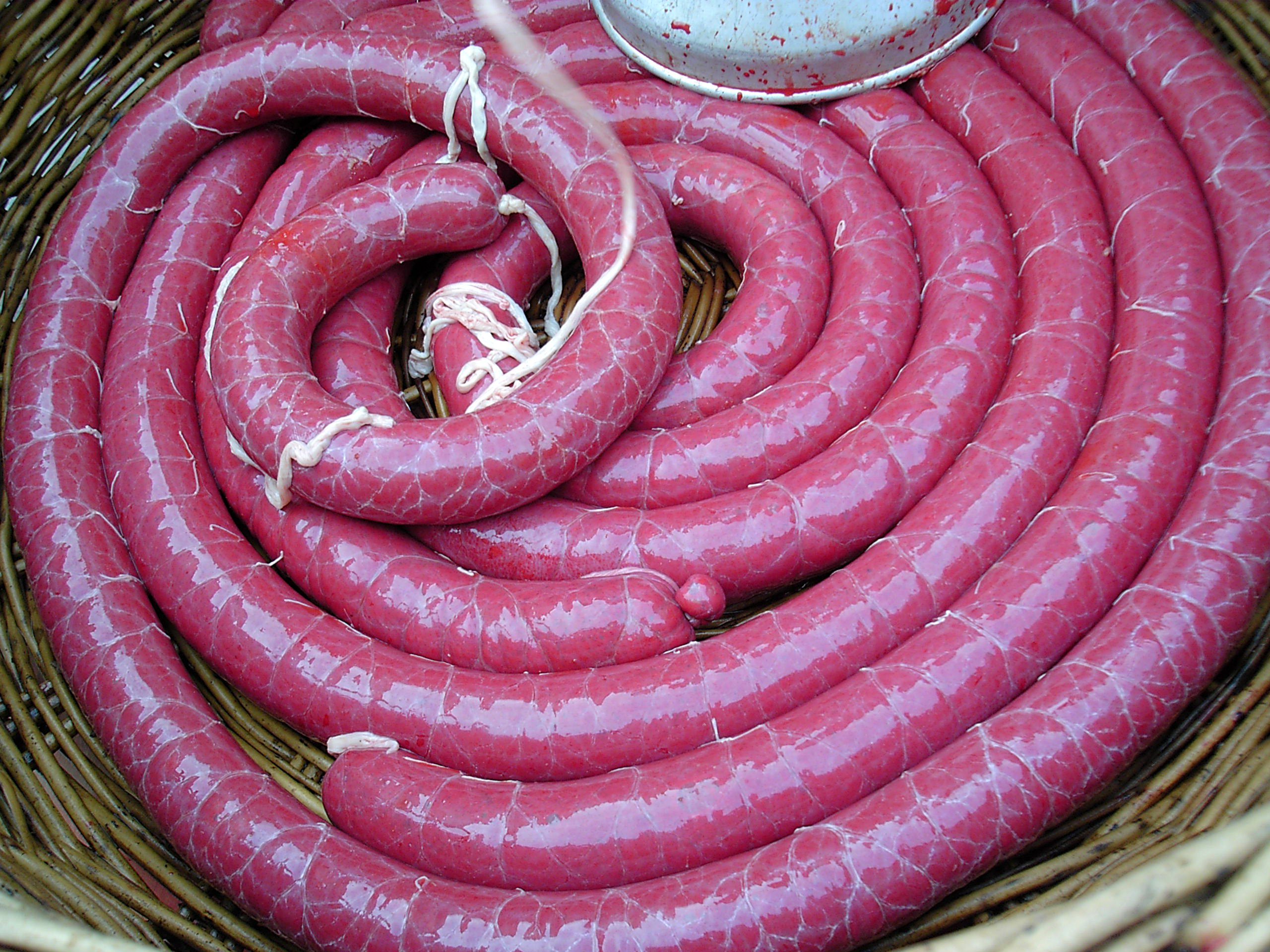
Boudin noir avant cuisson.
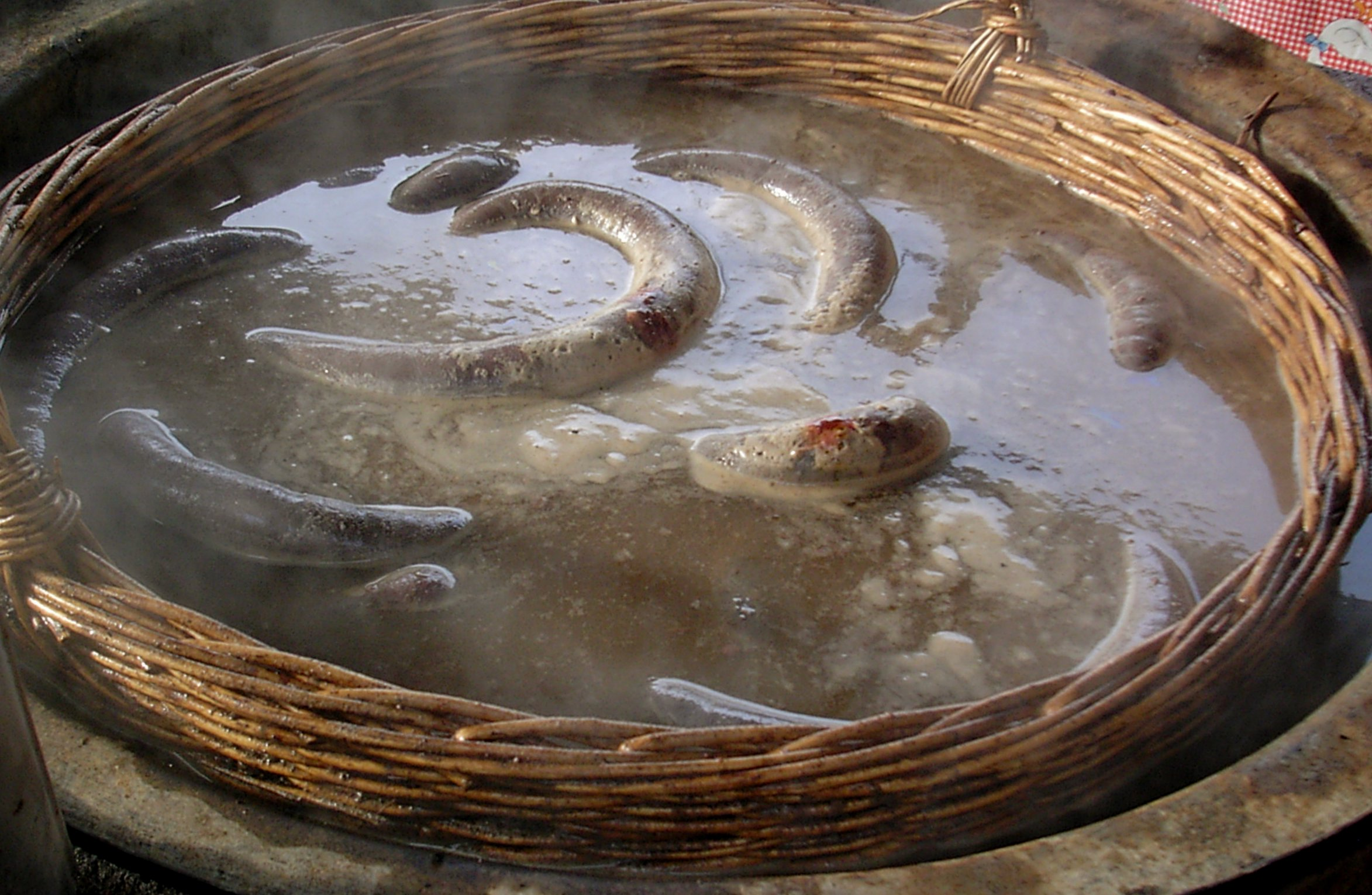
Cuisson du boudin à l'ancienne.

## Préparation du boudin blanc
Le boudin blanc est fait à base de viande blanche. Il est généralement préparé selon les proportions 70 % de maigre et 30 % de gras. La fabrication de la mêlée consiste à mettre ensemble tous les ingrédients dans une machine appelée une cutter[réf. souhaitée] afin de les malaxer pour faire une préparation homogène. La viande, préalablement assaisonnée (sel, poivre et échalotes), passe en premier puis on ajoute les œufs. Le tout est malaxé et haché jusqu'à obtenir un grain assez fin. C'est alors qu'est incorporé le lait. C'est la fin du malaxage. Pour les boudins blancs truffés ou forestiers, la garniture est ajoutée à ce moment-là. La mêlée est prête à être embossée dans le boyau. Elle se pratique dans un poussoir qui va torsionner automatiquement les boudins. La dernière étape est la cuisson dans de l'eau non salée, chauffée à 90 °C pendant une vingtaine de minutes. Le refroidissement se fait immédiatement en plongeant les boudins dans une bassine d'eau froide afin qu'ils restent bien blancs. Jadis, les boudins sortis de leur bain de refroidissement devaient longuement égoutter sur des clayettes en bois. Actuellement, ils sont accrochés sur des chariots métalliques, évaporés puis mis pendant quinze minutes dans des réfrigérateurs dont la température varie entre −3 °C et −10 °C.

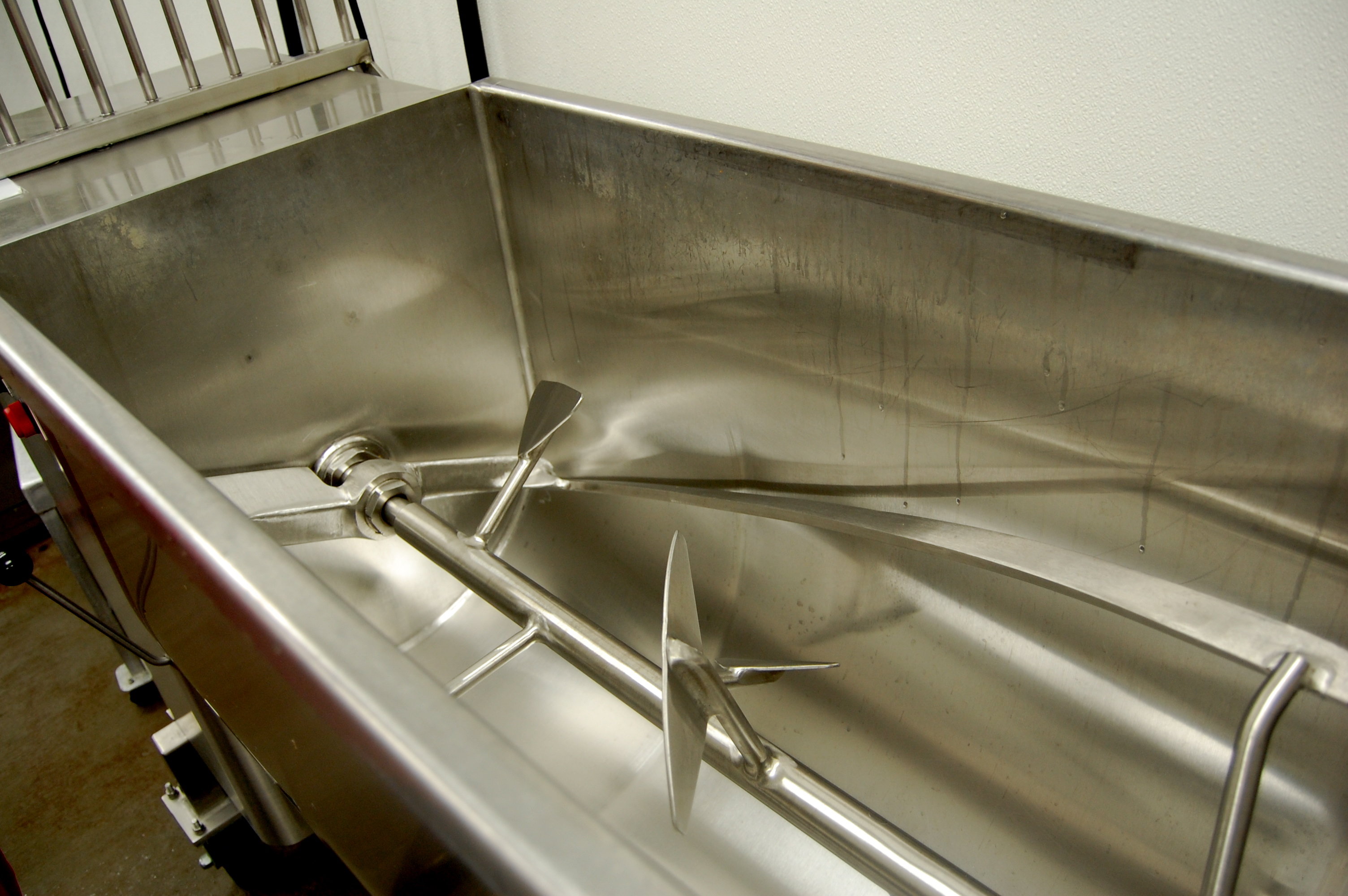
Le mélangeur.
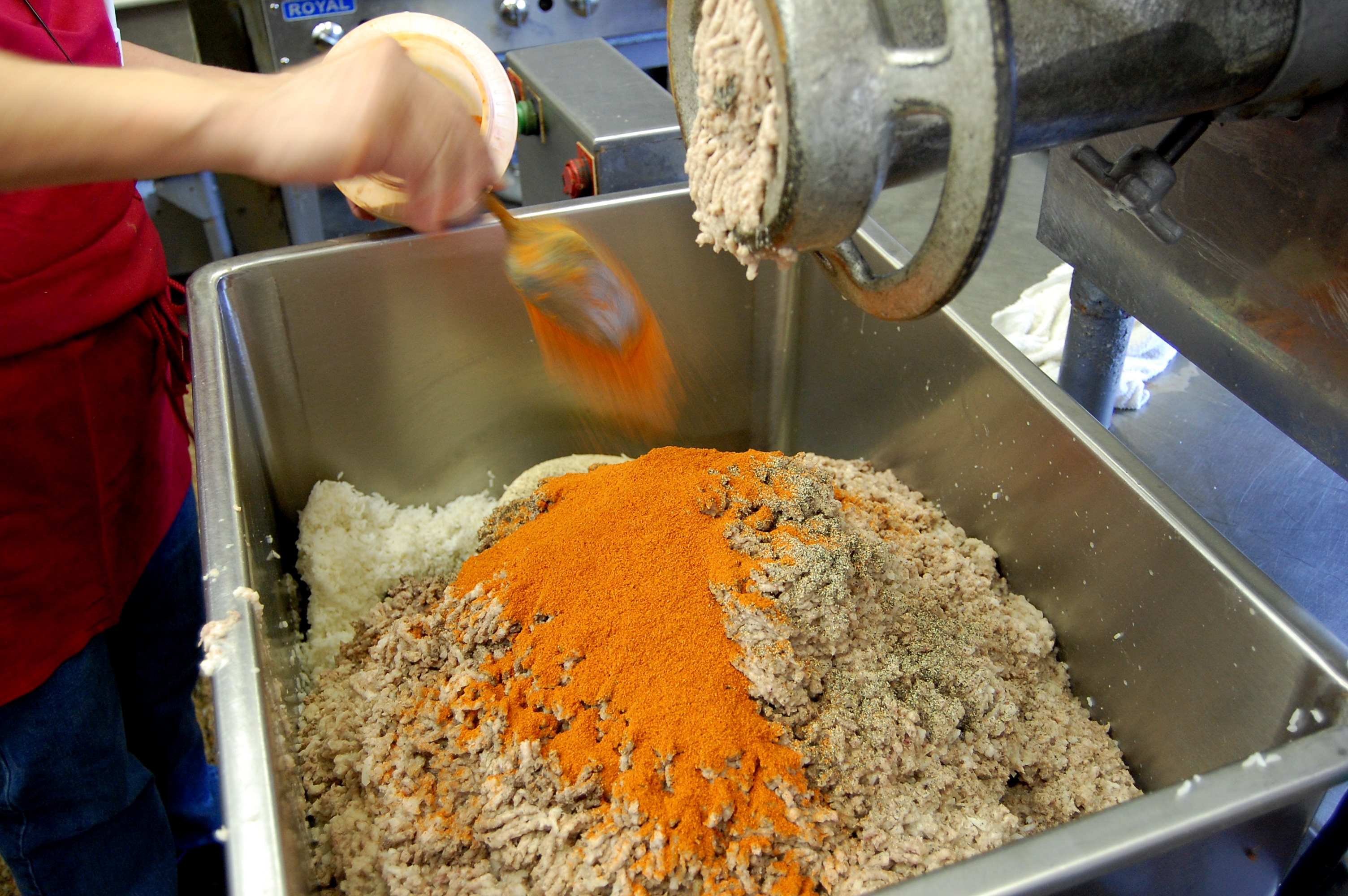
Ajout des ingrédients.
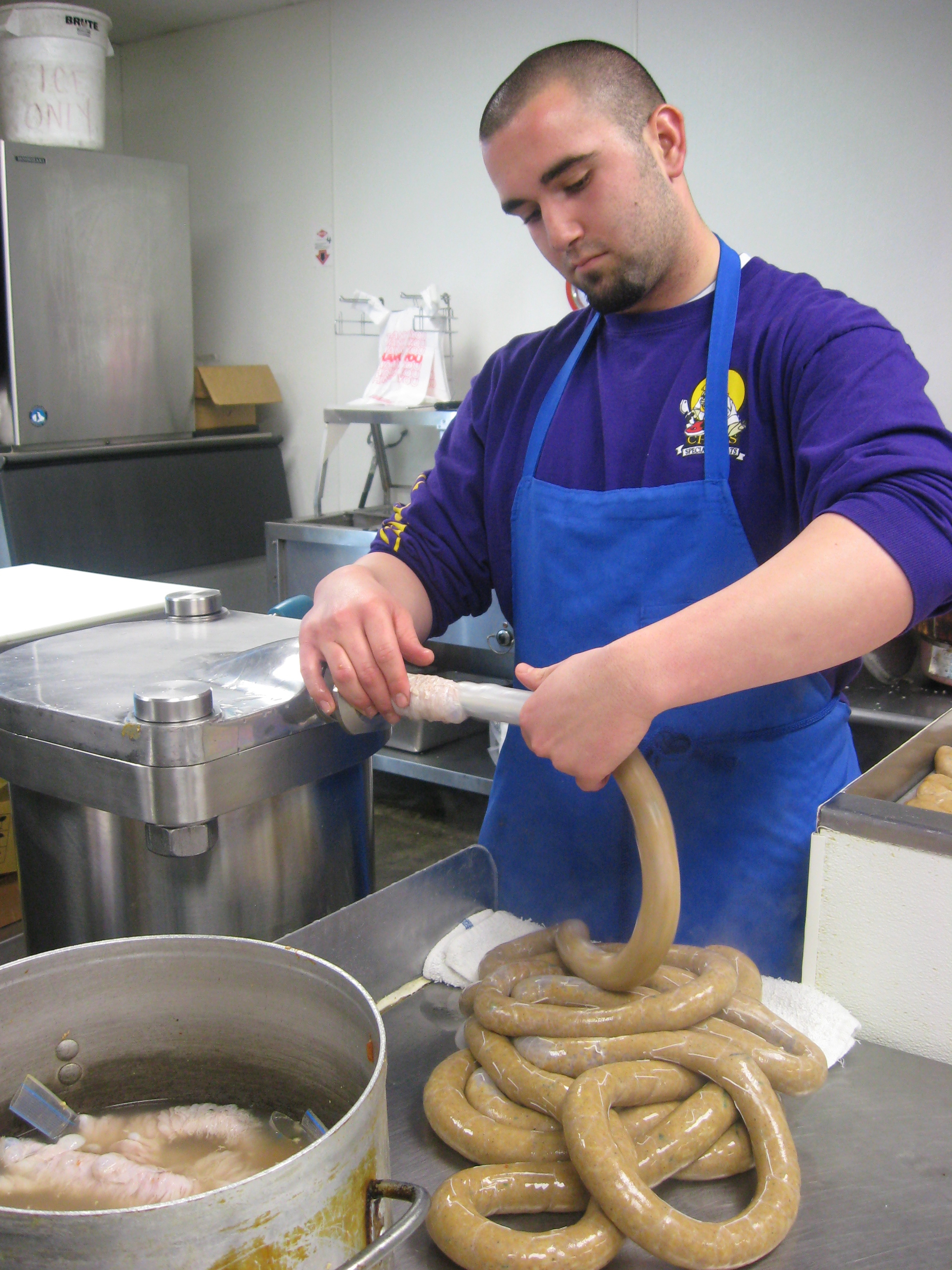
Mise du boudin blanc en boyau.
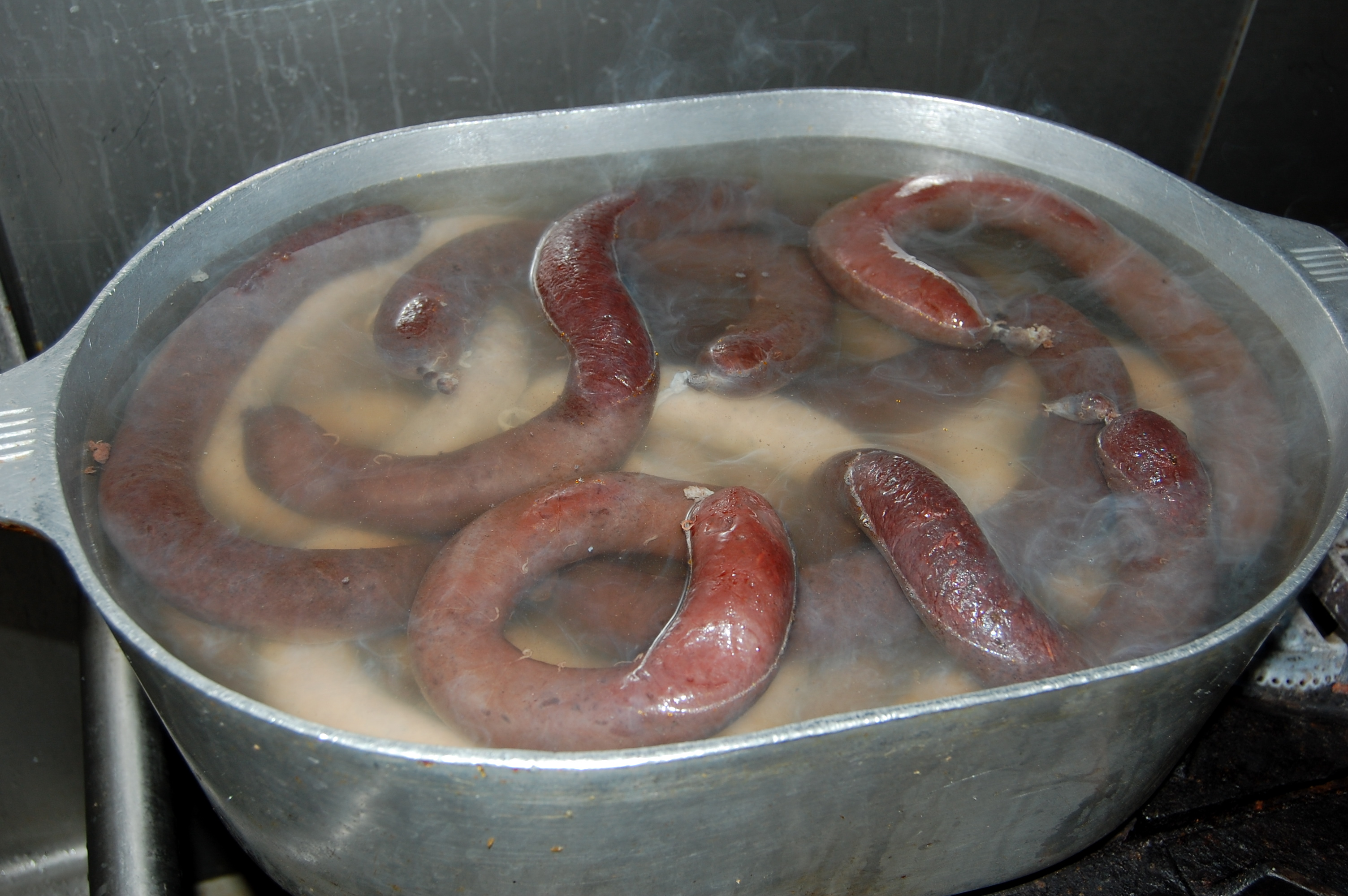
Cuisson conjointe de boudins noir et blanc.

## Types de boudins

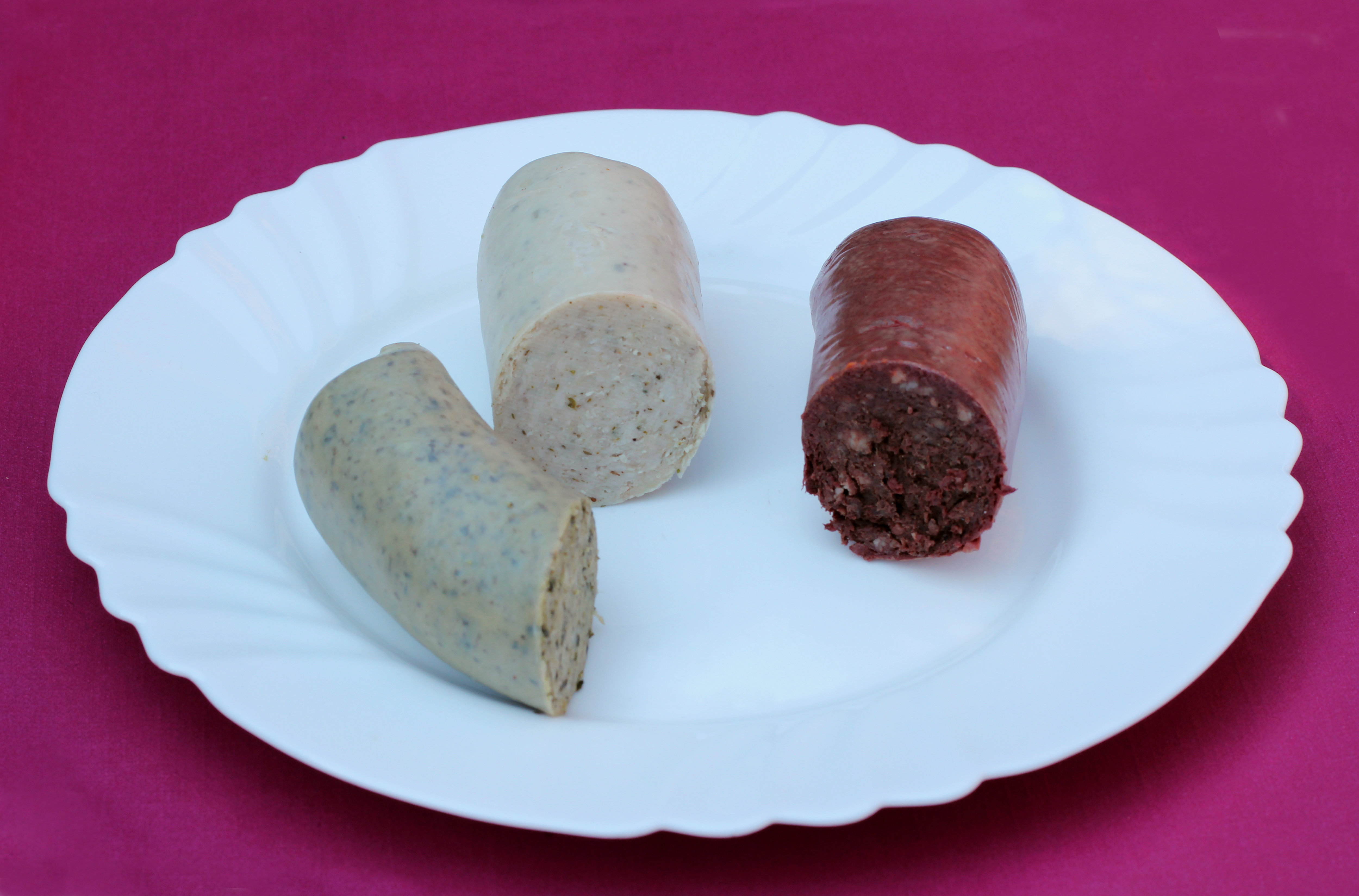
Trois variétés de boudin à Hermalle-sous-Huy.

- Beutelwurst, un boudin noir allemand
- Boudin à la viande
- Boudin à l'oignon
- Boudin au foie
- Boudin blanc
- Boudin blanc à la Richelieu
- Boudin blanc aux airelles
- Boudin blanc de Liège
- Boudin blanc d'Essay
- Boudin blanc de Rethel
- Boudin blanc de Toulouse
- Boudin blanc du Quercy
- Boudin blanc truffé
- Boudin cajun
- Boudin créole
- Boudin de Bruxelles ou bloempanch
- Boudin de Louisiane
- Boudin de Saint-Romain
- Boudin d'herbes
- Boudin du Maine (IGP)
- Boudin noir
- Boudin valdôtain
- Boudin vert
- Boutifar catalan
- Lev'Gos
- Trulle niçoise
- Mondeju, boudin basque de mouton

## Valeurs nutritionnelles comparées boudin blanc - boudin noir

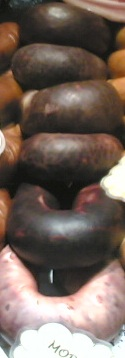
Boudin noir, boudin blanc.

|                                                  | Boudin blanc | Boudin noir |
| pour 100 g                                       |              |             |
| eau                                              | 62,8 g       | 53,9 g      |
| lipides                                          | 20,7 g       | 21,6 g      |
| dont acides gras saturés                         |              | 11,7 g      |
| dont acides gras monoinsaturés                   |              | 7,48 g      |
| dont acides gras polyinsaturés                   |              | 1,99 g      |
| dont cholestérol                                 | 50 mg        | 73,8 mg     |
| protéines                                        | 11,6 g       | 14,8 g      |
| glucides                                         | 4,1 g        | 1,8 g       |
| sodium                                           | 711 mg       | 7 491 mg    |
| potassium                                        | 142 mg       | 155 mg      |
| calcium                                          | 54 mg        | 27,2 mg     |
| magnésium                                        | 15,1 mg      | 8,5 mg      |
| vitamine B3                                      | 2 380 µg     | 53 µg       |
| fer                                              | 1,9 mg       | 22,8 mg     |
| zinc                                             | 1,3 mg       | 0,7 mg      |
| vitamine B2                                      | 130 µg       | 60 µg       |
| vitamine B1                                      | 40 µg        | 50 µg       |
| phosphore                                        |              | 27,2 mg     |
| vitamine B5                                      |              | 380 µg      |
| cuivre                                           |              | 0,1 mg      |
| manganèse                                        |              | 0,1 mg      |
| vitamine B6                                      |              | 90 µg       |
| ß-carotène                                       |              | 80 µg       |
| vitamine B9                                      |              | 25,4 µg     |
| iode                                             |              | 22 µg       |
| sélénium                                         |              | 11 µg       |
| vitamine A                                       |              | 7 µg        |
| vitamine D                                       |              | 0,75 µg     |
| vitamine B12                                     |              | 0,2 µg      |
| activité vitaminique E, équivalents α-tocophérol |              | 0,11 µg     |
| énergie                                          | 1 033 kJ     | 1 081 kJ    |
| énergie                                          | 249 kcal     | 261 kcal    |